# Moulin Rivé
De Moulin Rivé (ook Moulin d'Achille) is een windmolen in in de Franse gemeente Moringhem. De molen staat tussen Moringhem en het dorp Difques (Nederlands: Diffeke).

## Geschiedenis
De molen, van het type torenmolen, werd vermoedelijk gebouwd in 1799. Hij is gebouwd in witte kalksteen.
Iets na 1908 werd een loodsje nabij de molen geplaatst, waarin een motor werd opgesteld. De overbrenging van de motor naar de molen geschiedde ondergronds. Ook de windmolen bleef in bedrijf, en wel tot 1955, toen hij twee wieken verloor.
In 1959 werd de molen aangekocht door een particulier die hem als tweede woning inrichtte, maar daarbij echter de molenstenen en de overbrenging hiernaartoe verwijderde. De molen verviel daarop geleidelijk en hij werd in 1964 aangekocht door een particulier die hem wilde restaureren, een plan dat in 1991 concreet begon te worden. In 2004 was er nog sprake van het plaatsen van een aantal windturbines in deze streek, waarbij de molen in het niet zou vallen. Dit plan werd echter -door verzet van de bevolking- afgeblazen. Vanaf 2008 werd daarop een nieuw plan ten uitvoer gebracht. Op 16 juni 2010 konden de wieken weer draaien.